# Kasteel van Montmirail (Marne)
Het Kasteel van Montmirail (Frans: Château de Montmirail) is een kasteel in de Franse gemeente Montmirail. Het kasteel is een beschermd historisch monument sinds 1928.
Het kasteel werd gebouwd in de 16e eeuw in opdracht van Marie de Melun. Het nieuwe kasteel in renaissancestijl kwam in de plaats van een ouder, middeleeuws kasteel. Van de familie Louvois ging het door erfenis over naar de familie La Rochefoucauld. In de 18e eeuw werd het kasteel verbouwd. Het kasteel bleef in het bezit van de familie La Rochefoucauld tot 1991. Na de dood van Edmée de La Rochefoucauld werd het verkocht door haar erfgenamen.
Het kasteel kende beroemde bewoners en bezoekers. De heilige Vincentius a Paulo verbleef er gedurende 16 jaar en kardinaal de Retz werd er geboren. Napoleon Bonaparte bereidde er in 1814 de gewonnen Slag bij Montmirail voor.